# Stazione di Montenero Valcocchiara
Stazione di Montenero Valcocchiara vasútállomás Olaszországban, Molise régióban, Castel di Sangro településen.

## Vasútvonalak
Az állomást az alábbi vasútvonalak érintik:
- Sulmona–Carpinone-vasútvonal

## Kapcsolódó állomások
A vasútállomáshoz az alábbi állomások vannak a legközelebb: 
- Stazione di Castel di Sangro
- Stazione di Alfedena-Scontrone